# Бібліотечний фонд
Бібліоте́чний фонд — упорядковане зібрання документів, що зберігається в бібліотеці. Бібліотечний фонд — це твори друку (книги, періодичні видання), а також інші документи (діафільми, мікрофільми, цифрові документи). Фонд — це не довільно зібрані документі, а підібрані на основі стандартного їх відбору, у відповідності до завдань бібліотеки і потреб її читачів.
- Основний фонд — базова частина фондів бібліотеки, що містить найповніший комплект документів за її профілем. Призначений для постійного (довгострокового) зберігання, надання читачам на їхній запит. Може підрозділятися на кілька частин — центральний фонд (фонд основного зберігання) і спеціалізовані фонди: за видами документів (фонотека, патентний фонд та ін.); за змістом документів (галузеві, спеціалізованої літератури, довідково-бібліографічний фонд, краєзнавчий фонд та ін.); за зберігальним статусом (архівний фонд, фонд рідкісних і цінних видань, історичні й меморіальні колекції)[2].
- Обмінний фонд — допоміжне зібрання, складене за рахунок непрофільних і дублетних примірників, виключених з основного фонду; а також зі спеціально придбаних для цілей обміну документів. Обмінний фонд використовують для взаємного обміну з іншими бібліотеками, безоплатної передачі бібліотекам й іншим соціальним закладам, продажу юридичним і фізичним особам[2].
- Резервний фонд — допоміжна частина фонду бібліотеки, призначена для поповнення основного фонду бібліотеки (філій) у разі втрати (повного постаріння) документів, що перебувають у постійному попиті, а також при створюванні нових філій. Облічується в окремому каталозі, знаходиться у відділі книгозберігання, не використовується для обслуговування читачів[2].

Головні властивості бібліотечного фонду — цілісність, відкритість, множинність, динамічність, інформативність, керованість, кумулятивність, стохастичність, гетерогенність, надійність.

## Бібліотечний фонд України
За даними Українського інституту книги станом на 2024 рік зі 150 мільйонів книжок, які знаходяться у фондах 12 тисяч українських публічних бібліотек, близько половини становлять видання, надруковані до 1990-го року.
Після початку повномасштабної війни Україна скоротила кількість книг, які на державному рівні закуповуються для публічних бібліотек - до 127 тисяч примірників. Ще близько 130 тисяч видань на суму 30,7 мільйонів гривень закупили для бібліотек після початку війни громади, яким вони підпорядковуються.

## Бібліотеки, що мають найбільші фонди
- Британська бібліотека (150 000 000 одиниць зберігання)[4]
- Бібліотека Конгресу США (155 000 000 одиниць зберігання)[5]
- Російська державна бібліотека (47 000 000 одиниць зберігання)[6]
- Національна бібліотека Франції (30 000 000 одиниць зберігання)[7]
- Національна бібліотека Німеччини (23 500 000 одиниць зберігання)[8]
- Національна бібліотека Китаю (22 000 000 одиниць зберігання)[7]
- Бібліотека Академії наук Росії (20 000 000 одиниць зберігання)
- Національна бібліотека України імені В.І.Вернадського (15 000 000 одиниць зберігання)
- Бібліотека Народова (7 900 000 одиниць зберігання)
- Австрійська національна бібліотека (7 400 000 одиниць зберігання)